# Tihanyi-cseppkőbarlang
A Tihanyi-cseppkőbarlang ma már nem létező barlang. A Tihanyi-félszigeten helyezkedett el.

## Leírás
A tihanyi apátsági templomtól 1,5 km-re D-re, a Kopasz-hegy DNy-i lábánál, Tihanyt a révvel összekötő aszfaltút mellett, 155 m tengerszint feletti magasságban volt. Ma nyoma sem látszik.
A barlang 1,5 m széles és 50 cm magas volt. A Zalamegyei Ujság (anonim 1924) adta hírül létezését. A későbbi keltezésű említések is erre hivatkoztak.
A barlangot az útépítést ellátó kőfejtő tárta fel a község és a rév közötti út nyomvonala mellett, a korabeli megjelölés szerint (OKTH 1975–1983) a Kopasz-hegy és a Cédulaház között az új műút mellett. A munkások 1,5 m széles és 0,5 m magas üreget találtak, amit bővítve akadtak rá egy még nagyobb üregre, amiben cseppkő oszlopokat véltek látni. Az, hogy cseppkőbarlang lett volna, téves információ, bár lehet, hogy oldásnyomai, azok bekérgezettsége hasonlított a cseppkőformákra. Hossza néhány m volt.
A barlangot magába foglaló forráskúpot teljes egészében lefejtették és a későbbiekben a bányasebet rekultiválták.
Előfordul az üreg az irodalmában Tihanyi-gejzirkup néven is.

## Kutatástörténet
Az 1984-ben kiadott, Lista a Bakony barlangjairól című összeállításban Tihanyi-cseppkőbarlang a 4463-as barlangkataszteri területen, a Tihanyi-félszigeten, Tihanyban lévő üreg neve. A posztvulkánikus üreg lepusztult.
Az Eszterhás István által 1989-ben írt, Magyarország nemkarsztos barlangjainak listája című kéziratban az olvasható, hogy a Bakony hegységben, a 4463-as barlangkataszteri területen, Tihanyban létezett Tihanyi-cseppkőbarlang gejziritben alakult ki. Az ismeretlen méretű barlang le van fejtve. A listában meg van említve az a Magyarországon, nem karsztkőzetben kialakult, létrehozott 220 objektum (203 barlang és 17 mesterséges üreg), amelyek 1989. év végéig váltak ismertté. Magyarországon 40 barlang keletkezett gejziritben. Az összeállítás szerint Kordos László 1984-ben kiadott barlanglistájában fel van sorolva 119 olyan barlang is, amelyek nem karsztkőzetben jöttek létre.
Az Eszterhás István által 1993-ban írt, Magyarország nemkarsztos barlangjainak lajstroma című kéziratban meg van említve, hogy a Bakony hegységben, a 4463-as barlangkataszteri területen, Tihanyban helyezkedett el a Tihanyi-cseppkőbarlang. Az ismeretlen méretű és gejziritben keletkezett barlang le van fejtve. Az összeállításban fel van sorolva az a Magyarországon, nem karsztkőzetben kialakult, létrehozott 520 objektum (478 barlang és 42 mesterséges üreg), amelyek 1993 végéig ismertté váltak. Magyarországon 40 barlang, illetve mesterségesen létrehozott, barlangnak nevezett üreg alakult ki, lett kialakítva gejziritben. A Bakony hegységben 123 barlang jött létre nem karsztkőzetben.

## További irodalom
- Eszterhás István: A Bakony barlanglajstroma. Kézirat, 1983. (A kézirat megtalálható a Bakonyi Természettudományi Múzeumban, Zirc.)
- –: Cseppkőbarlang. Tapolcai Újság, 1924. augusztus 17. (33. sz.) Tapolca. 3. old.
- –: Cseppkőbarlangot fedeztek fel Tihanyban. Zalamegyei Ujság, 1924. július 30. (7. évf.) 173. sz. 3. old.